# 王宇燕
王宇燕（1966年5月—），女，汉族，河南襄城人，中华人民共和国政治人物。河南大学区域经济学专业毕业，经济学博士学历。现任中共山东省委副书记、政法委书记。

## 生平
1986年7月参加工作，1986年7月加入中国共产党。曾任河南省国防科学技术工业委员会副主任，周口市人民政府副市长，中共周口市委常委、中共项城市委书记。2012年5月，任济源市人民政府市长。2013年，当选第十二届全国人民代表大会河南地区代表。2015年3月，任中共济源市委书记。
2015年7月31日，调往山西省任中共运城市委书记。
2017年5月，任中共青海省委常委。同年7月，任省委组织部部长。
2021年9月，任中共山东省委常委、组织部部长。2024年10月，升任中共山东省委副书记。同年12月不再兼任山东省委组织部部长一职，由周立伟接替。2025年3月，兼任省委政法委书记。